# Cannagara bogada
Cannagara bogada là một loài bướm đêm trong họ Geometridae.